# Michael Burbidge
Michael Francis Burbidge (ur. 16 czerwca 1957 w Filadelfii w Pensylwanii) – amerykański duchowny katolicki, biskup Arlingtonu od 2016.
Ukończył seminarium duchowne w Wynnewood. Święcenia kapłańskie otrzymał 19 maja 1984 z rąk kardynała Johna Krola. W latach 1992–1999 był sekretarzem kard. Bevilacquy. Honorowy prałat Jego Świątobliwości od 1998. W 1999 został rektorem Seminarium św. Karola w Warminster.
21 czerwca 2002 otrzymał nominację na biskupa pomocniczego archidiecezji Filadelfia ze stolicą tytularną Cluain Iraird. Sakry udzielił kard. Bevilacqua. W kurii archidiecezjalnej pracował w biurze ds. duchowieństwa, komunikacji oraz jako redaktor gazety. 8 czerwca 2006 mianowany ordynariuszem diecezji Raleigh w Karolinie Płn.
4 października 2016 papież Franciszek mianował go biskupem ordynariuszem Arlingtonu.